# Brian Hewson
Brian Hewson (Reino Unido, 4 de abril de 1933 - Sudáfrica, 13 de septiembre de 2022) fue un mediofondista británico especializado en la prueba de 1500 m, en la que consiguió ser campeón europeo en 1958.

## Carrera deportiva
En el Campeonato Europeo de Atletismo de 1958 ganó la medalla de oro en los 1500 metros, llegando a meta en un tiempo de 3:41.9 segundos que fue récord de los campeonatos, por delante del sueco Dan Waern y irlandés Ron Delany (bronce con 3:42.3 s).